# Malaka Ackaoui
Malaka Ackaoui, née en 1953 à Alexandrie en Égypte, est une architecte paysagiste, urbaniste et chercheuse canadienne. Installée à Montréal à partir de 1970, elle est diplômée en architecture de paysage (1978) de l'Université de Montréal et titulaire d'une maîtrise en urbanisme (1986) de l'Université McGill. Figure influente de l'architecture de paysage au Québec, elle a cofondé en 1987 la firme WAA (Williams, Asselin, Ackaoui et associés) spécialisée en aménagement du paysage et design urbain, et a mené de nombreux projets au Canada et à l'international. Ses réalisations, marquées par des préoccupations de développement durable et de protection du patrimoine, lui ont valu plusieurs distinctions, dont le Prix Ernest-Cormier en 2020, la plus haute récompense québécoise en architecture et design.

## Formation et carrière
Née en Égypte, Malaka Ackaoui émigre au Québec à l'âge de 17 ans avec ses parents et sa fratrie en 1970. Elle poursuit des études supérieures à Montréal : elle obtient en 1978 un baccalauréat en architecture de paysage de l'Université de Montréal puis, en 1986, une maîtrise en urbanisme de l'Université McGill. Elle devient membre de l'Association des architectes paysagistes du Québec (AAPQ) et de l'Association des architectes paysagistes du Canada (AAPC) en 1980, puis de l'Ordre des urbanistes du Québec et de l'Institut canadien des urbanistes en 1991.
En 1987, Malaka Ackaoui s'associe avec Ronald Williams, Vincent Asselin et Sachi Williams pour fonder la firme de design urbain et d'architecture de paysage WAA (Williams, Asselin, Ackaoui et associés) à Montréal. En tant qu'associée principale de WAA, elle pilote pendant plus de trois décennies des projets d'aménagement de grande envergure au Québec, au Canada et en Asie.
Au-delà de sa carrière professionnelle, Malaka Ackaoui s'implique dans sa communauté. Depuis 2002, elle siège comme membre permanente du comité consultatif d'urbanisme de l'arrondissement Côte-des-Neiges–Notre-Dame-de-Grâce à Montréal,. Elle contribue également, depuis 2008, à la fondation Héritage canadien du Québec, un organisme-conseil auprès du ministère de la Culture du Québec en matière de préservation du patrimoine.

## Approche et projets notables
Les travaux et réalisations de Malaka Ackaoui couvrent de nombreux domaines de l'architecture de paysage et de l'urbanisme. Elle a développé une expertise particulière en développement durable, en conception de paysages éducatifs et thérapeutiques, ainsi que dans l'intégration de l'art et de la nature en milieu urbain. La préservation du patrimoine et la protection de l'environnement sont des composantes centrales de son approche professionnelle. Elle accorde également une importance aux enjeux sociaux, notamment ceux touchant à la qualité de vie des jeunes en ville, qu'elle cite parmi les causes qui lui sont chères.
Plusieurs projets d'envergure portent la marque de Malaka Ackaoui au sein de WAA. La Promenade Samuel-De Champlain à Québec, le réaménagement du Quartier international de Montréal ou encore le parc Yanan Zhong Lu à Shanghai (surnommé le « poumon vert de Shanghai ») comptent parmi les réalisations notables de la firme dont elle est cofondatrice. Elle a également contribué à mettre en valeur le Jardin de François à Baie-Saint-Paul et à la réhabilitation du Monastère des Augustines de l'Hôtel-Dieu de Québec. En 2005, dans le cadre d'une collaboration entre le Québec et la ville de Harbin en Chine, Ackaoui a participé à la création d'une exposition de paysages québécois sculptés dans la neige durant le festival d'hiver de Harbin.

## Prix et distinctions
- 2010 : Intronisée à l'Ordre des associés (College of Fellows) de l'Association des architectes paysagistes du Canada (AAPC)[2]
- 2018 : Prix Frederick-Todd (AAPQ), catégorie Membre (conjointement avec Jean-François Rolland)[9]
- 2020 : Prix Ernest-Cormier (volet Culture des Prix du Québec), conjointement avec Vincent Asselin[10]